# Dirección General de Ordenación Profesional
La Dirección General de Ordenación Profesional (DGOP) es el órgano directivo del Ministerio de Sanidad, adscrito a la Secretaría de Estado de Sanidad, que se encarga de efectuar propuestas de ordenación de las profesiones sanitarias, ordenación y gestión de la formación especializada en ciencias de la salud y las relaciones profesionales. Asimismo, presta apoyo tanto al pleno como a los grupos de trabajo de la Comisión de Recursos Humanos del Sistema Nacional de Salud, con la finalidad de facilitar la cooperación entre el Ministerio de Sanidad y las comunidades autónomas.
Le corresponde ejercer la alta inspección del Sistema Nacional de Salud que la Ley 16/2003, de 28 de mayo, asigna al Estado.

## Historia
La DGOP se crea por Real Decreto de 19 de septiembre de 1986 con la denominación de Dirección General de Recursos Humanos, Suministros e Instalaciones y le correspondía el desarrollo de las funciones de dirección, planificación y ejecución de la política del personal estatutario del Instituto Nacional de la Salud, y las de dirección y ejecución de las actividades relativas a los suministros, obras e instalaciones de la citada entidad. Poseía dos subdirecciones generales, una para personal y otra para suministros e instalaciones.
La siguiente reforma de este órgano directivo se produce en 1991 que, tras varios años de transferencias competenciales a las comunidades autónomas, sus competencias empezaron a ser limitadas a aquellas regiones que aún no hubieran asumido competencias sanitarias. Se denominó Dirección General de Recursos Humanos y Organización. Además, las competencias sobre instalaciones y compras de suministros se traspasan a la nueva Dirección General de Conciertos, Compras, Obras e Instalaciones. En 1992, se renombra Dirección General de Ordenación Profesional y sus competencias se enfocan puramente en los recursos humanos sanitarios.
Entre 1992 y 2008 el órgano directivo estuvo suprimido y sus funciones integradas en diferentes órganos como la Subsecretaría y la Dirección General de Recursos Humanos y Servicios Económico-Presupuestarios. En esta última se crea en 2002 la Subdirección General de Ordenación Profesional, que a partir de 2008 asume rango de dirección general y asume gran parte de las competencias tradicionales del órgano bajo el nombre de Dirección General de Ordenación Profesional, Cohesión del Sistema Nacional de Salud y Alta Inspección. Desde diciembre de 2011 se simplifica su denominación a Dirección General de Ordenación Profesional.
En 2020 sufrió dos reformas. A principios de año, sin cambios en sus funciones, las subdirecciones generales se renombran; la subdirección general de Ordenación Profesional pasa a llamarse de Formación y Ordenación Profesional, y la de Recursos Humanos, Alta Inspección y Cohesión del Sistema Nacional de Salud pasa a llamarse de Cohesión y Alta Inspección del Sistema Nacional de Salud. A finales de ese año, perdió competencias de gestión sobre la secretaría técnica del Consejo Interterritorial del Sistema Nacional de Salud que antes poseía la Subdirección General Cohesión y Alta Inspección del Sistema Nacional de Salud y que pasaron a integrarse en la Secretaría General de Salud Digital, Información e Innovación del Sistema Nacional de Salud.

## Estructura y funciones
De la Dirección General dependen los siguientes órganos:
- La Subdirección General de Formación y Ordenación Profesional, a la que le corresponde ordenar la formación y regulación de las profesiones sanitarias; gestionar la formación especializada en ciencias de la salud y el Registro Nacional de Especialistas en Formación; expedir el título de especialista en Ciencias de la Salud; ordenar y coordinar los órganos asesores del Ministerio de Sanidad en materia de formación sanitaria especializada; gestionar el Registro Estatal de Profesionales Sanitarios; y ordenar, gestionar y resolver el reconocimiento de efectos profesionales a títulos extranjeros que habiliten para el ejercicio de las profesiones sanitarias en los que no tengan competencias los ministerios de Educación, Formación Profesional y Deportes y de Ciencia, Innovación y Universidades.
- La Subdirección General Cohesión y Alta Inspección del Sistema Nacional de Salud, a la que le corresponde elaborar estudios, informes y análisis sobre perspectivas y necesidades de recursos humanos en el Sistema Nacional de Salud, con atención específica a las profesiones del ámbito de los cuidados y a su desempeño profesional; efectuar propuestas de normativa básica sobre recursos humanos del Sistema Nacional de Salud; ordenar el sistema de acreditación de la formación continuada de los profesionales y coordinar las actividades de la Comisión de Formación Continuada del Sistema Nacional de Salud; ejercer las funciones de Secretaría de la Comisión de Recursos Humanos del Sistema Nacional de Salud; ejercer las funciones de alta inspección del Sistema Nacional de Salud; y gestionar el Registro Nacional de Instrucciones Previas.

## Directores generales
| N. | Nombre                      | Inicio                   | Finalización             |
| -- | --------------------------- | ------------------------ | ------------------------ |
| 1  | Luis Herrero Juan           | 4 de octubre de 1986     | 27 de abril de 1991      |
| 2  | José Luis Adell Álvarez     | 27 de abril de 1991      | 2 de marzo de 1992       |
| 3  | Jesús Gutiérrez Morlote     | 2 de marzo de 1992       | 31 de agosto de 1993     |
| 4  | Ángel Luis Carrasco Prieto  | 9 de octubre de 1993     | 2 de septiembre de 1995  |
| 6  | Ricard Gutiérrez Martí      | 2 de septiembre de 1995  | 29 de abril de 1996      |
| 6  | Alberto Infante Campos      | 12 de julio de 2008      | 25 de septiembre de 2010 |
| 7  | Francisco Valero Bonilla    | 25 de septiembre de 2010 | 4 de enero de 2012       |
| 8  | José Javier Castrodeza Sanz | 14 de enero de 2012      | 20 de diciembre de 2014  |
| 9  | Carlos Jesús Moreno Sánchez | 20 de diciembre de 2014  | 30 de junio de 2018      |
| 10 | Rodrigo Gutiérrez Fernández | 30 de junio de 2018      | 11 de noviembre de 2020  |
| 11 | Vicenç Martínez Ibáñez      | 11 de noviembre de 2020  | 23 de marzo de 2022      |
| 12 | Celia Gómez González        | 23 de marzo de 2022      | presente                 |